# Rallye Schweden 1996
Die 45. Rallye Schweden war der 1. Lauf zur Rallye-Weltmeisterschaft 1996. Sie fand vom 9. bis zum 11. Februar in der Region von Karlstad statt.

## Klassifikationen

### Endergebnis
| Rang | Fahrer              | Co-Pilot           | Auto                      | Zeit (Std./Min./Sek.) | Rückstand Sieger (Min./Sek.) Rückstand V (Min./Sek.) |
| ---- | ------------------- | ------------------ | ------------------------- | --------------------- | ---------------------------------------------------- |
| 1    | Tommi Mäkinen       | Seppo Harjanne     | Mitsubishi Lancer Evo III | 4:37:10               | 00:00                                                |
| 2    | Carlos Sainz senior | Luis Moya          | Ford Escort RS Cosworth   | 4:37:33               | 00:23                                                |
| 3    | Colin McRae         | Derek Ringier      | Subaru Impreza 555        | 4:38:15               | 01:05 00:42                                          |
| 4    | Juha Kankkunen      | Nicky Grist        | Toyota Celica GT-Four     | 4:38:38               | 01:28 00:23                                          |
| 5    | Kenneth Eriksson    | Staffan Parmander  | Subaru Impreza 555        | 4:39:36               | 02:26 00:58                                          |
| 6    | Thomas Rådström     | Lars Bäckman       | Toyota Celica GT-Four     | 4:40:00               | 02:50 00:24                                          |
| 7    | Marcus Grönholm     | Timo Rautiainen    | Toyota Celica Turbo       | 4:41:58               | 04:48 01:58                                          |
| 8    | Stig Blomqvist      | Benny Melander     | Ford Escort RS Cosworth   | 4:42:56               | 05:46 00:58                                          |
| 9    | Tomas Jansson       | Ingemar Algerstedt | Toyota Celica GT-Four     | 4:43:54               | 06:44 00:58                                          |
| 10   | Didier Auriol       | Bernard Occelli    | Subaru Impreza 555        | 4:43:56               | 06:46 00:02                                          |

Insgesamt wurden 55 von 95 gemeldeten Fahrzeuge klassiert:

### Fahrer-Weltmeisterschaft
| Pos. | Fahrer           | Punkte |
| ---- | ---------------- | ------ |
| 1    | Tommi Mäkinen    | 20     |
| 2    | Carlos Sainz     | 15     |
| 3    | Colin McRae      | 12     |
| 4    | Juha Kankkunen   | 10     |
| 5    | Kenneth Eriksson | 8      |

### Herstellerwertung
| Pos. | Team       | Punkte |
| ---- | ---------- | ------ |
| 1    | Mitsubishi | 47     |
| 2    | Subaru     | 43     |
| 3    | Ford       | 40     |